# Anandatissa de Alwis
Maha Amarasinghage Anandatissa de Alwis (* 21. August 1919; † 22. August 1996) war ein sri-lankischer Politiker der United National Party (UNP).

## Leben
De Alwis wurde für die am 6. September 1946 von Don Stephen Senanayake gegründeten United National Party (UNP) bei der Wahl 1977 im Wahlkreis Kotte zum Mitglied der Nationalen Staatsversammlung, des Parlaments, gewählt. Am 18. Mai 1977 löste er Stanley Tillekeratne als Sprecher der Nationalen Staatsversammlung ab und bekleidete dieses Amt bis zum 7. September 1978, woraufhin Abdul Bakeer Markar seine Nachfolge antrat. 1988 wurde er als Informationsminister in die Regierung von Premierminister Ranasinghe Premadasa berufen und hatte dieses Amt bis März 1989 inne.
Am 8. Juli 1994 löste de Alwis Karunasena Kodituwakku als Gouverneur der Nordwestprovinz ab und bekleidete dieses Amt bis zu seiner Ablösung durch Hector Arawwawala am 13. Januar 1995.